# 次郎六郎海水浴場

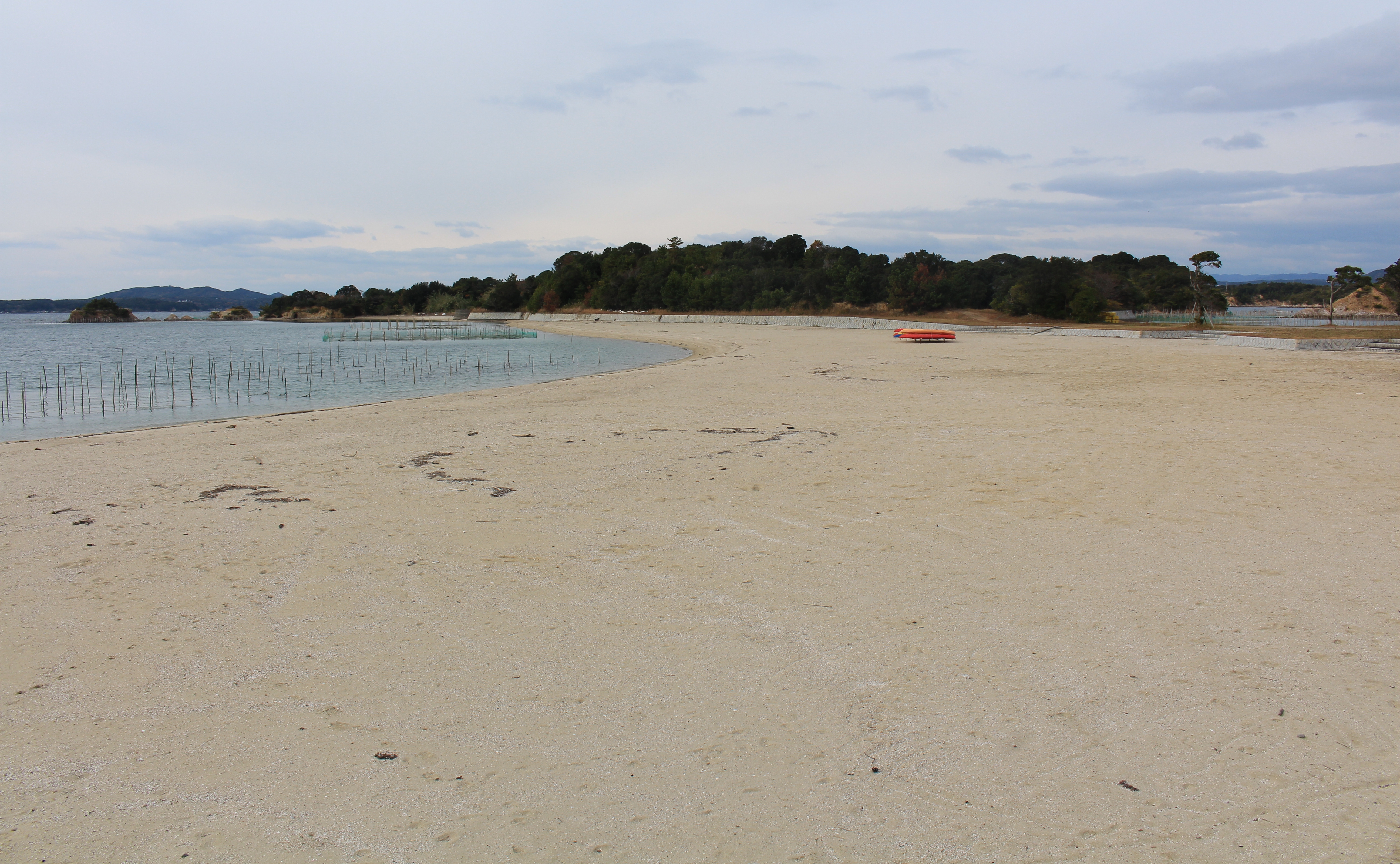
英虞湾にある次郎六郎海水浴場（2014年12月）

次郎六郎海水浴場（じろうろくろうかいすいよくじょう）は、伊勢志摩国立公園内の三重県志摩市大王町船越にある海水浴場。

## 概要

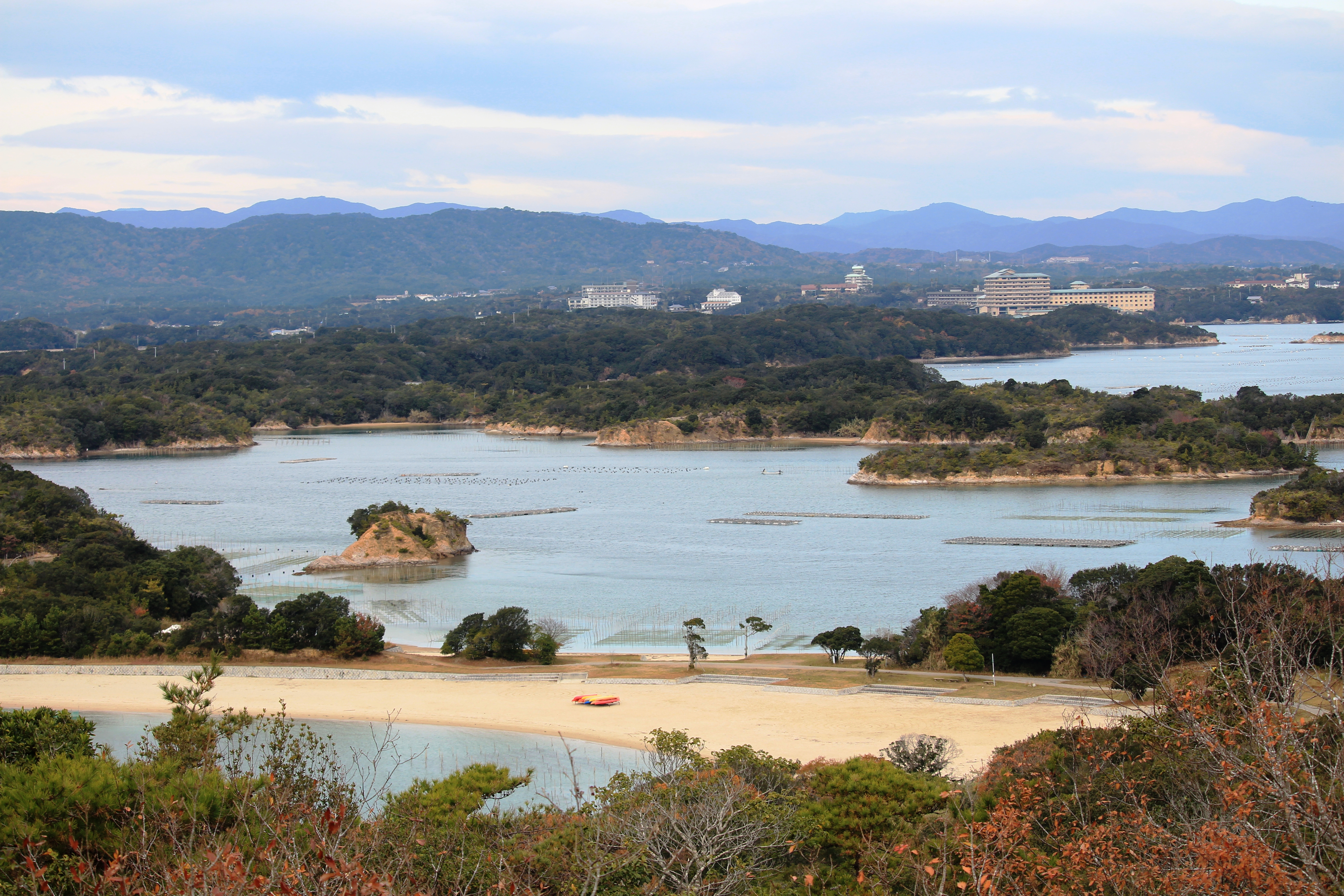
英虞湾の周辺の島々と次郎六郎海水浴場

所在地は、三重県志摩市大王町船越字次郎六郎。英虞湾の中にあり、比較的波は穏やかである。訪れる人は少なめである。小さな突き出た半島の先端は岩礁、半島の両側面が砂浜となっていて、一方が海水浴場、一方が生物などを観察できる海浜公園となっている。
海開きの期間は、7月下旬から8月中旬。2011年（平成23年）は7月20日から8月16日まで開かれた。水質は、2010年の検査実績で「AA（最良）」。

## 海岸の整備事業

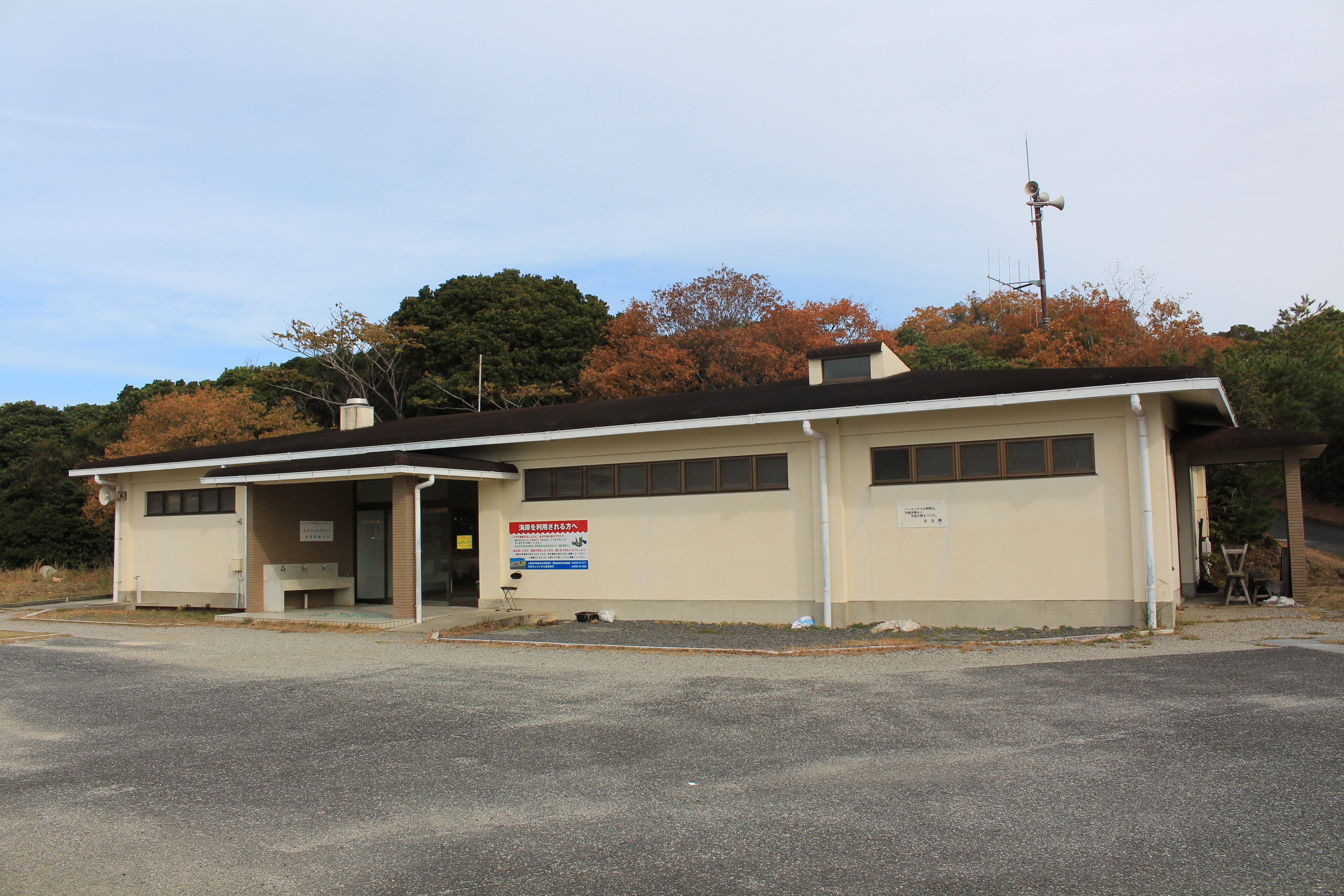
次郎六郎海水浴場のバースハウス

次郎六郎地区の海岸環境整備事業は、1983年（昭和58年）度に着手され、1991年（平成3年）度の完了を予定していた事業である。総合保養地域整備法（リゾート法）に基づく「三重サンベルトゾーン構想」の中にあって、直接的にリゾート開発に参加した数少ない公共事業であった。この事業は、日本国民の休養の場の提供と豊かで潤いのある農村の実現を目的に行われ、870mにおよぶ護岸・養浜・潜堤の整備と水飲み場、トイレの設置が行われた。付近では真珠や海苔の養殖が行われているため、養浜に四国産の海砂を使うなど、コンクリートを避け、なるべく天然素材を利用するという配慮がなされた。1992年（平成4年）に海水浴場として開場した。

## ロケ地
東映の映画『トラック野郎・突撃一番星』（1978年）や日本テレビ系列のテレビドラマ『弁護士・高林鮎子』（2005年）のラストシーンのロケーション撮影に利用された。

## 「次郎六郎」について
海水浴場の名前「次郎六郎」は小字である。その名の由来は定かではなく、中村精貮は人名由来であろうとしながらも、「次郎六郎」という1人の人物なのか、「次郎」と「六郎」という2人の人物なのか、あるいは「六郎」は人名ではなく「ろくろ」の変化したものであり、「次郎」というろくろの技術者なのではないか、という3つの私的見解を提示している。